# اتحاف السادة المتقين
إتحاف السادة المتقين بشرح إحياء علوم الدين  هو كتاب لمحبّ الدين أبي الفيض محمّد بن محمّد بن عبد الرزاق الحسيني الزبيدي الحنفي المولود سنة 1145هـ /1732م ببلجرام بالهند والمتوفى بالقاهرة سنة 1205هـ/1791م، وهو كما يدل على ذلك عنوانه شرح لكتاب إحياء علوم الدين لحجّة الإسلام أبي حامد محمّد بن محمّد الطوسي الغزالي الإمام المعروف. لهذا الكتاب طبعات متعددة أوّلها  تلك التي تمت بفاس ما بين سنة 1302-1304هـ/1884-1886م، وأفضلها تلك التي صدرت عن المطبعة الميمنية بالقاهرة سنة 1311هـ/1893م وأنجزت في 10 مجلّدات. وقد شرع الزبيدي في إملاء شرحه لإحياء علوم الدين سنة 1190هـ/1776م واستمر في هذا الشرح إلى غاية سنة 1201هـ/1787م. وعند انتهاء الزبيدي من هذا الشرح أرسله للتشهير والتعريف به إلى الروم و الشام والمغرب، وطلب ممّن أرسله إليهم أن يستنسخوا الكتاب ويروّجوه في الدوائر العلمية فذاع صيت الكتاب ومؤلِّفه في جميع بقاع العالم الإسلامي، خصوصا في الأوساط الصوفية في الهند و بلاد المغرب العربي 
كان كتاب إتحاف السادة المتقين بشرح إحياء علوم الدين أوّل كتاب يتصدى لشرح أشهر كتب الغزالي على الإطلاق وأكثرها إثارة للجدل والاعتراضات، سيما بعد أن ظهرت في نهاية القرن العشرين فرق كلامية تصدّت للطرق الصوفية بالنقد والطعن والتكفير، والإضلال، والشتم، والثلب، والضرب، والنهب، والقتل، والقتال، والألقاب الموحشة، والتهم الفاضحة.
ارتكز المؤلف في وضعه لهذا الشرح على مئات المراجع حتى إن منها ما ضاع أو فقد، وأهم الكتب التي اعتمد عليها هي بدايةً الإحياء حيث لم يحد الزبيدي كما هو عادة الشروح عن التقسيم الذي وضعه الغزالي، ويأتي بعد الإحياء كتاب المغني عن حمل الأسفار في تخريج ما في الإحياء من الأخبار للحافظ أبي الفضل عبد الرحيم بن زين العراقي  (725 - 806 هـ/ 1325- 1403م).

## قيمة الكتاب
علاوة على ما جاء في الكتاب كلّه من فوائد لغوية أتحفنا بها صاحب تاج العروس من جواهر القاموس، وأخرى فقهية وشرعية وكلامية وصوفية وأخلاقية، فإن للكتاب قيما أخرى تتبين للقراء في كل باب وتحت كل فصل. ومما يجب التنبيه عليه أيضا في هذا التقديم الوجيز، تلك المقدّمات التي استهل بها الزبيدي مختلف الكتب التي تضمّنها إحياء علوم الدين والتي رصّعها صاحبها بالتأصيلات والتحديدات وأردفها ببيانات دافعة و مدحضة لكل تلك الشبهات التي أثيرت من قبل حول كتاب إحياء علو الدين.
شرح الزبيدي الإحياء وحل الغوامض وفصّل المجملات، ووقف على المعضلات العقدية والفقهية وشرحها وبيّنها بما فيه الكفاية لصدّ شبهات  المشكّكين و دحض آراء المرتابين.
ومما نأسف له أن هذا الكتاب رغم أهميّته القصوى فإنه لم يكن من حظه أن يتصدى له أحد المتخصصين في التحقيق لتحقيقه ونشره نشرة علمية تفيد القراء سواء منهم المتخصصين أو الراغبين فقط بالوقوف على تلك المآثر التي جاد بها علينا أهل القرون السابقة من العلماء الأجلاء أمثال مرتضى الزبيدي رحمه الله.